# Tomás María Gabrino Rienzi
Tomás María Gabrino Rienzi fue un religioso y escritor nacido en Roma en 1720 y fallecido en 1808, uno de los eruditos más distinguidos romanos.

## Biografía
Rienzi descendía en línea colateral del célebre tribuno Rienzo, e inclinado al claustro entró a la edad de veintisiete años en la Orden de los Clérigos Regulares Menores fundada por Juan Agustín Adorno en el siglo XVI, en donde le encomendaron sus superiores dar clases de filosofía y lengua griega.
Se le envió a Pésaro y luego que estuvo allí se le confió organizar el museo de esta ciudad, y en sus asuetos se dedicó al estudio de la historia natural, formando una colección de minerales y plantas marinas que legó a este museo, y a su regreso a Roma fue nombrado cura párroco de San Anastasio de Trevi, parroquia que administró durante veintisiete años, y poco tiempo antes de morir fue nombrado General de la Orden.

## Obras
- Carta sobre la filosofía indiana, 1753.
- Del origen de las montañas, 1755.
- Sobre las columnas de Hércules, 1760.
- Explicación de dos piedras antiguas
- Explicación de una medalla de oro de Adriano VI y otra en plata de Brutus, 1760.
- Otras